# Pellenes denisi
Pellenes denisi es una especie de araña saltarina del género Pellenes, familia Salticidae. Fue descrita científicamente por Schenkel en 1963.
Habita en China.